# Copa Continental d'hoquei sobre patins masculina 2003-2004
La vint-i-quatrena edició de la Copa Continental d'hoquei patins masculina es disputà a doble partit, el 21 a Reus i el 27 de novembre de 2004 a Barcelona. El torneig enfrontà el vencedor de la Copa d'Europa, el FC Barcelona Excelent contra el vencedor de la Copa de la CERS, el Arenamar Reus Deportiu. La competició fou arbitrada pels italians Guadalin i De Nicola a l'anada i, la tornada pel col·legiat portuguès José Pinto juntament amb l'espanyol José Ventura.
Instants abans del començament del partit de tornada disputat al Palau Blaugrana, els jugadors del FC Barcelona i del Reus Deportiu van mostrar una pancarta amb la bandera catalana i el lema «Seleccions Catalanes, ja».

## Resultat
| 21 de novembre de 2004 |     |                       |                                |
| Arenamar Reus Deportiu | 1-1 | FC Barcelona Excelent | Àrbitres: Guadalin i De Nicola |
| Caldú 1'               |     | Borregán 4'           | Àrbitres: Guadalin i De Nicola |

| 27 de novembre de 2004 16:30                             |     |                        |                                                                                |
| FC Barcelona Excelent                                    | 6-2 | Arenamar Reus Deportiu | Palau Blaugrana Àrbitres: J. Pinto i J. Ventura Assistència: 4.500 espectadors |
| Borregán 7' D. Páez 8' López 22', 27' J.L. Páez 36', 38' |     | Sánchez 14', 49'       | Palau Blaugrana Àrbitres: J. Pinto i J. Ventura Assistència: 4.500 espectadors |

|                           |
| Campió BARCELONA EXCELENT |